# 守義駅
守義駅（スウィえき、朝鮮語: 수의역）は、朝鮮民主主義人民共和国咸鏡南道虚川郡守義里にある駅で、虚川線に属する。 

## 隣の駅
虚川線
虚川駅 - 守義駅 - 長坡駅